# Paraploactis taprobanensis
Paraploactis taprobanensis is een straalvinnige vissensoort uit de familie van fluweelvissen (Aploactinidae). De wetenschappelijke naam van de soort is voor het eerst geldig gepubliceerd in 1933 door Whitley.